# Sabucina
Il parco archeologico di Sabucina (o Sabbucina, secondo la toponimia ufficiale), sito sul monte omonimo nei pressi di Caltanissetta (8 chilometri a nord-est), è un sito archeologico della Sicilia. Nel territorio si susseguirono insediamenti dall'età del bronzo antico (XX-XVI secolo a.C.), poi la fase di ellenizzazione del sito fino al periodo romano.

## Storia
Il villaggio originario ha sicuramente origini pre-greche: fu, infatti, costruito dai Sicani, i quali sfruttarono l'agevole posizione del monte che domina l'intera vallata del Salso.
In base ai dati archeologici disponibili, le fasi dell'abitato possono essere suddivise come mostrato di seguito:
- XXIII-XV secolo a.C.: alcuni villaggi di facies castellucciana ai piedi della montagna
- XIII-X secolo a.C.: esteso abitato di capanne di facies di Pantalica Nord (tre fasi):
  - Nella prima fase (XIII-XII secolo a.C.) avviene l'occupazione del sito con la nascita di capanne circolari con diametro tra i 3,5 m e i 7 m scavate direttamente nella roccia con un gradone.
  - Nella seconda fase le capanne vengono delimitate perlopiù da muri a secco con diametri tra i 4,9 m e i 7,9 m.
  - Nella terza fase (XI-X secolo a.C.) i nuclei abitativi cambiano forma diventando a pianta rettangolare e spesso divisi in due ambienti tramite muri di pietre.
- X-IX secolo a.C.: l'abitato diviene modesto (forse a causa di una violenta distruzione) e si collega alla cultura di Cassibile
- VIII-VII secolo a.C.: nuovo insediamento con case rettangolari; aree di culto organizzate disposti sulla sommità della collina.
- VI secolo a.C. il sito viene ellenizzato da coloni rodio-cretesi e realizzata la cinta muraria, che verosimilmente restrinse l'area abitata.
- V secolo a.C. il centro viene distrutto da Ducezio, nel corso della rivolta sicula contro i Greci e poi ricostruito.[3] Sul finire del V secolo a.C. avvenne un'altra distruzione, questa volta da parte dei Cartaginesi contro i Greci.
- IV secolo a.C.: la città viene ricostruita, le mura rinforzate e fortificate con torri quadrangolari ad opera di Timoleonte: il centro presentava un orientamento diverso.
- 310 a.C. il sito viene abbandonato probabilmente per la distruzione operata da Agatocle[4] determinando il trasferimento della popolazione che si disperde.

In epoca romana si insediano delle fattorie e ville in pianura presso Piano della Clesia e la necropoli di contrada Lannari.

## Area archeologica
La scoperta di questo sito archeologico è relativamente recente, infatti fu solo negli anni sessanta che venne intrapresa la prima campagna di scavi, guidata da Piero Orlandini, che condusse alla scoperta del villaggio capannicolo del Bronzo Tardo, risalente al XIII-X secolo a.C.; questa scoperta fu di straordinaria importanza, in quanto si trattò del primo villaggio di questo tipo individuato in Sicilia. Nella zona ai piedi della montagna, sono state rinvenute anche alcune tombe a grotticella, risalenti all'età del bronzo. 

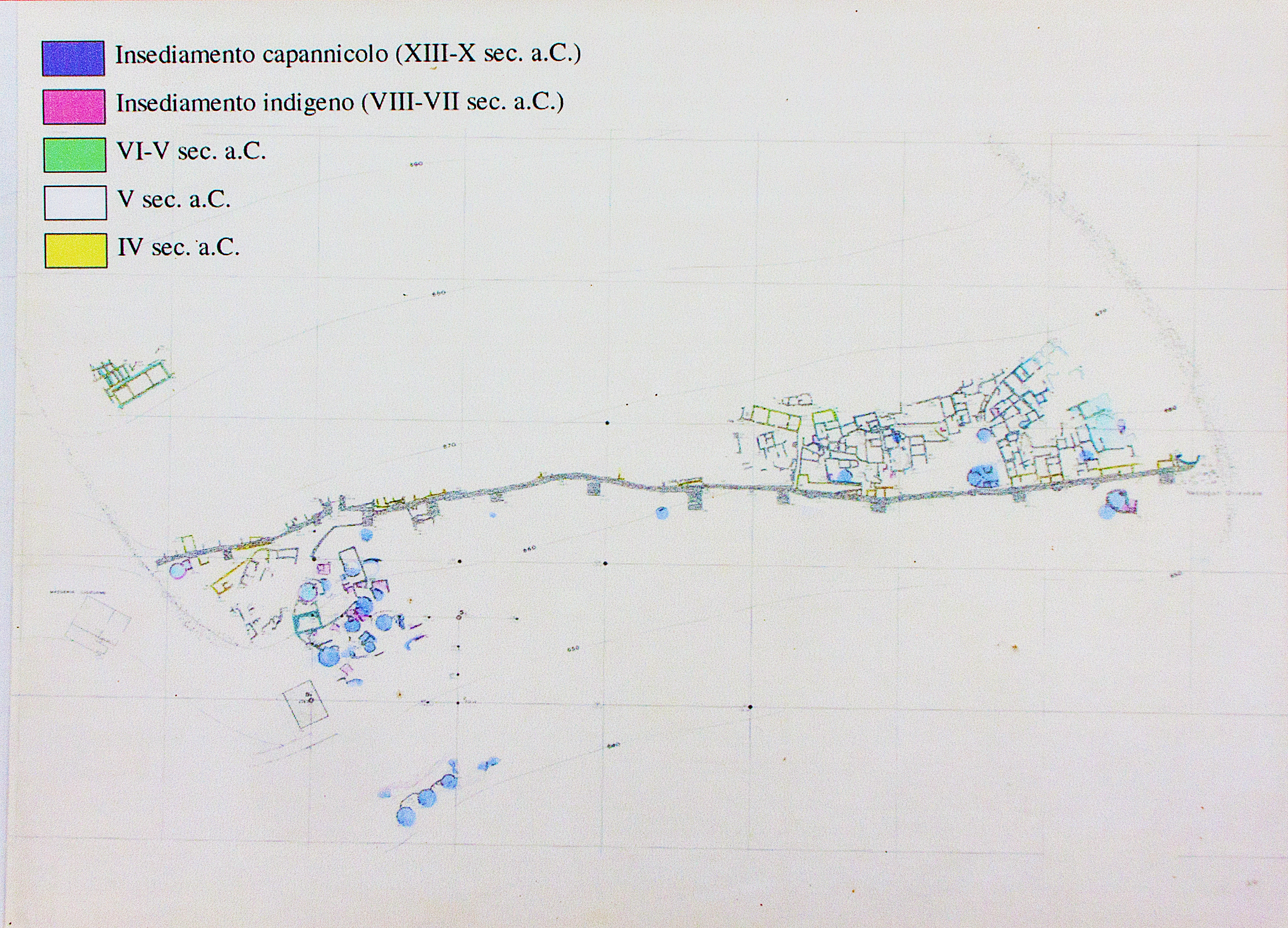
Planimetria degli scavi a Sabucina.

### Le capanne

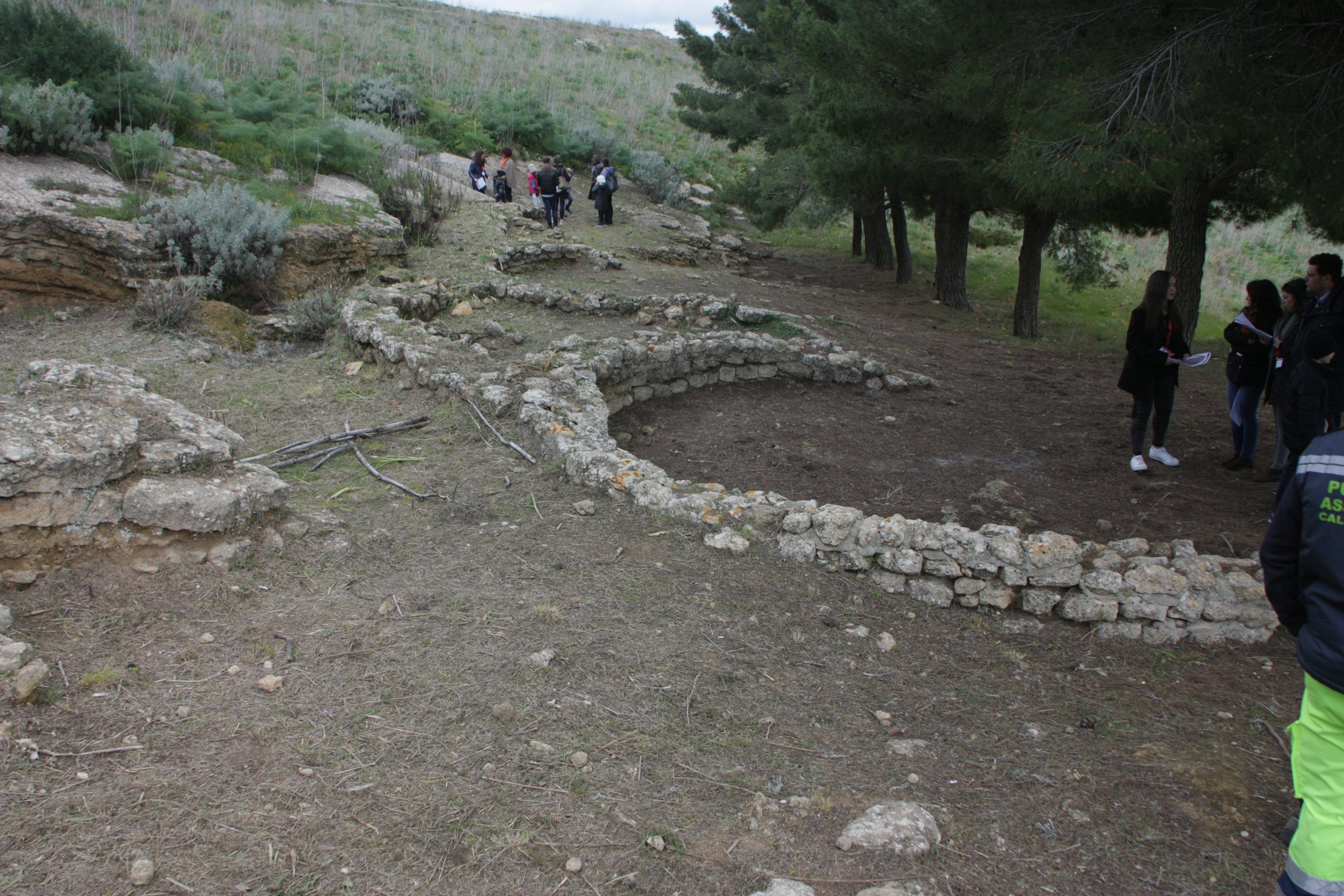
Capanne circolari

Della facies di Pantalica Nord sono alcune capanne circolari parzialmente scavate nella roccia e contenute da un muretto di pietre su cui poi si insediava la struttura lignea fatta di pali che determinano fori circolari nel terreno. Al centro delle capanne vi era il focolare, alcune di esse erano collegate ad ipogei sottostanti. Una delle capanne era adibita a fornace, essendo state ritrovate anche delle matrici in pietra per la costruzione di armi metalliche. Nel sito vengono ritrovati anche dei manufatti di ascendenza egea, segno della presenza di contatti o di migrazioni di genti dalla madrepatria sino alla Sicilia.
La fase finale della cultura di Pantalica Nord determina abitazioni a pianta rettangolare che richiama alle strutture abitative di Thapsos e persino modelli egei. Del IX secolo a.C. risalgono le tracce di una violenta distruzione, testimoniata da tracce di bruciature. A quest'epoca risalgono i manufatti provenienti dalla cultura di Cassibile e vasi in stile Sant'Angelo Muxaro.

### L'area sacra

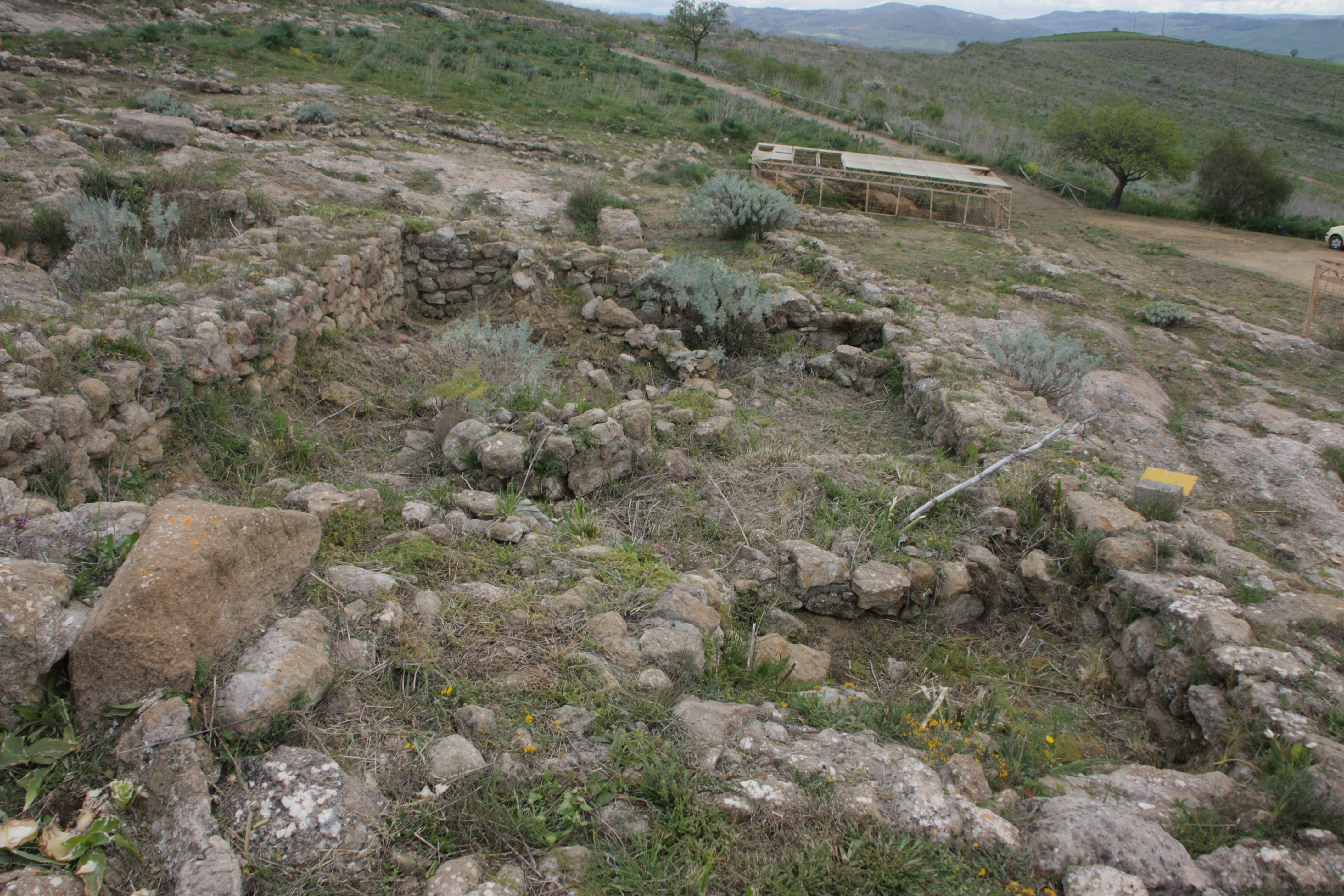
Ambienti dell'area sacra, con sovrapposizioni tra diverse epoche.

A sud del muro di fortificazione, cioè all'esterno della cinta muraria, si trova l'antica area sacra. Qui sono presenti una serie di ambienti rettangolari o circolari probabilmente destinati al culto di divinità ctonie. Lo sviluppo di tale area avviene tra l'VIII secolo a.C. e il V secolo a.C.
Ritrovamenti sono relativi ad una capanna adibita a santuario e al cosiddetto sacello di Sabucina. È quest'ultimo un modello in terracotta, risalente al VI secolo a.C., trovato nei pressi della necropoli, che rappresenta un tempietto con pronao in antis, un tetto a doppio spiovente, sormontato da due figure di cavalieri e con il basso timpano ornato da due maschere di tipo gorgonico.
In questa stessa area verrà poi costruito il quartiere artigianale con la presenza di una fornace per la fusione delle armi.

### Il muro di fortificazione

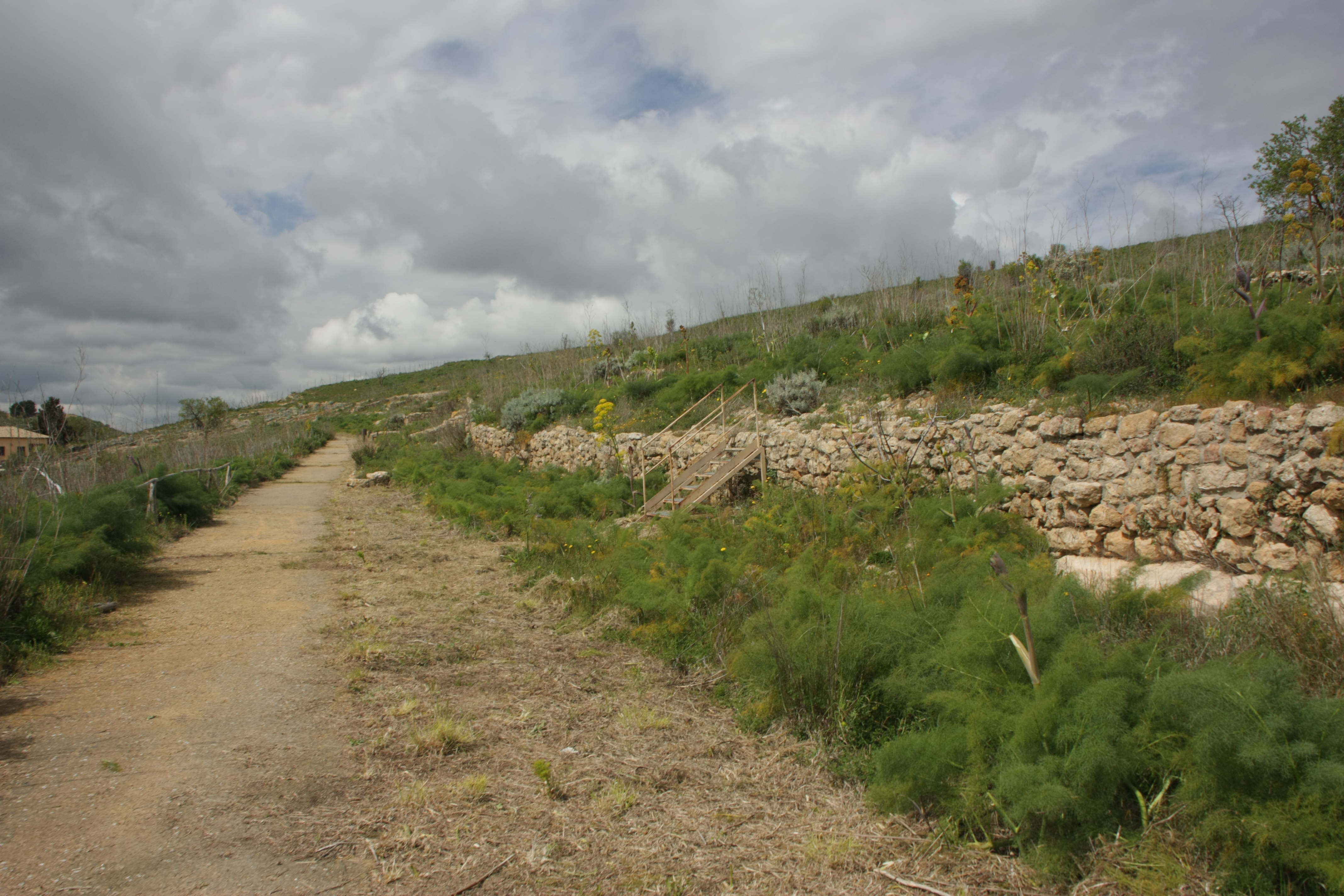
Mura di fortificazione del sito

Il muro di fortificazione risale all'ellenizzazione del sito, cioè al VI secolo a.C. dove è presente anche un torrione circolare. La fortificazione cinge la parte alta del monte. Dopo la distruzione operata da Ducezio nel V secolo a.C. la fortificazione viene rinsaldata con la costruzione di torri quadrate.
A seguito della distruzione da parte dei Cartaginesi, nella metà del IV secolo a.C. le mura vennero ripristinate e rinnovate consentendo anche la creazione di nuovi quartieri abitativi.

## Il sito
Oggi il sito, grazie ad un decreto Regionale dell'Assessore ai Beni culturali, ambientali e della pubblica istruzione n. 6262 dell'11 luglio 2001, è diventato parco archeologico regionale di Sabucina. Il sacello, con altri reperti, sono custoditi presso il Museo archeologico regionale di Caltanissetta.

## Curiosità
Uno degli aspetti importanti del sito è la presenza delle capanne circolari della facies di Pantalica Nord. L'importanza è rappresentata dal fatto che sul sito originario non sono state trovate capanne complete come quelle presenti in questo sito, salvo tracce di fori di palo.

## Galleria d'immagini
Alcuni dei reperti di Sabucina presenti presso il Museo Archeologico di Caltanissetta.

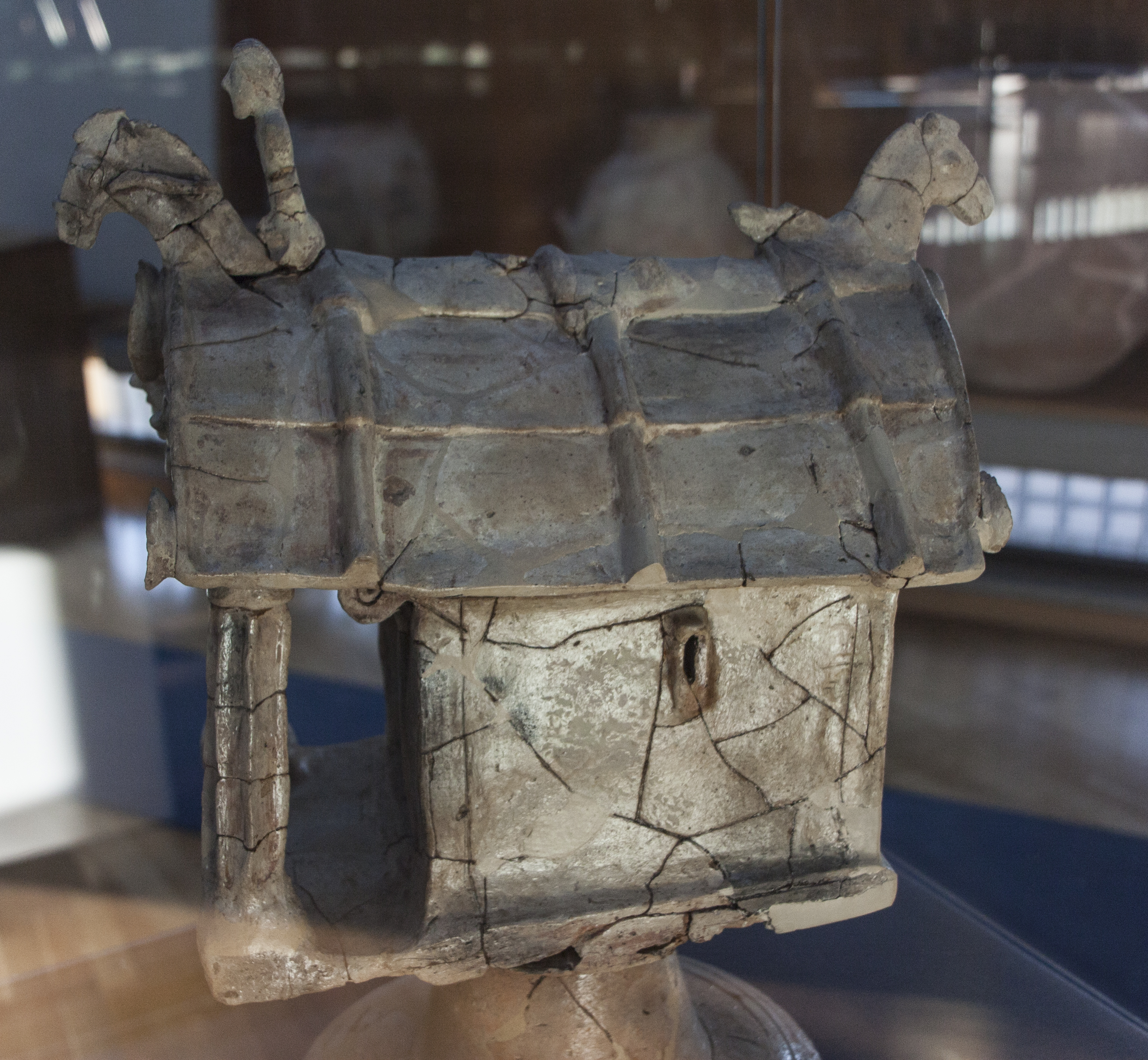
Sacello di Sabucina
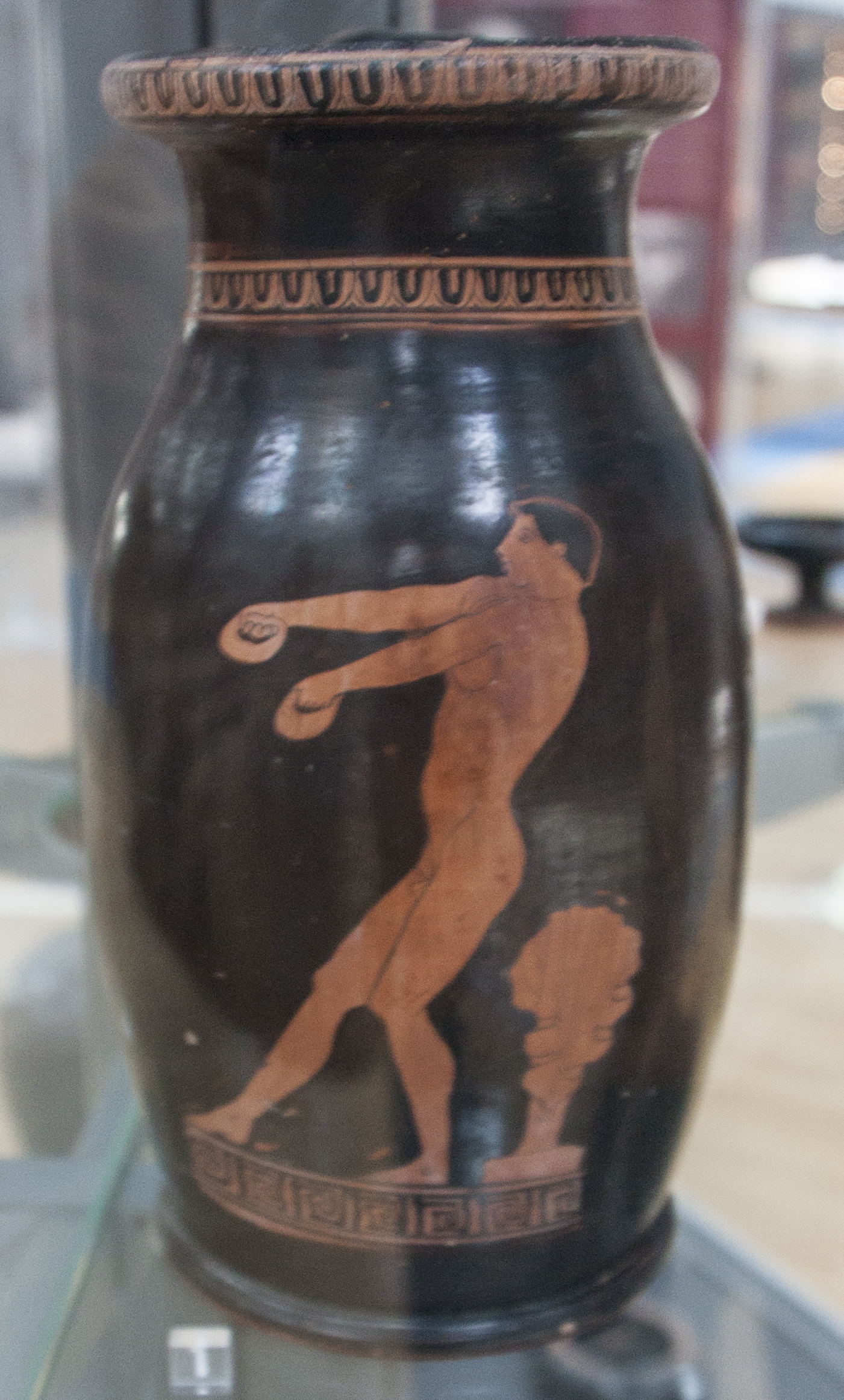
Olpe attica a figure rosse
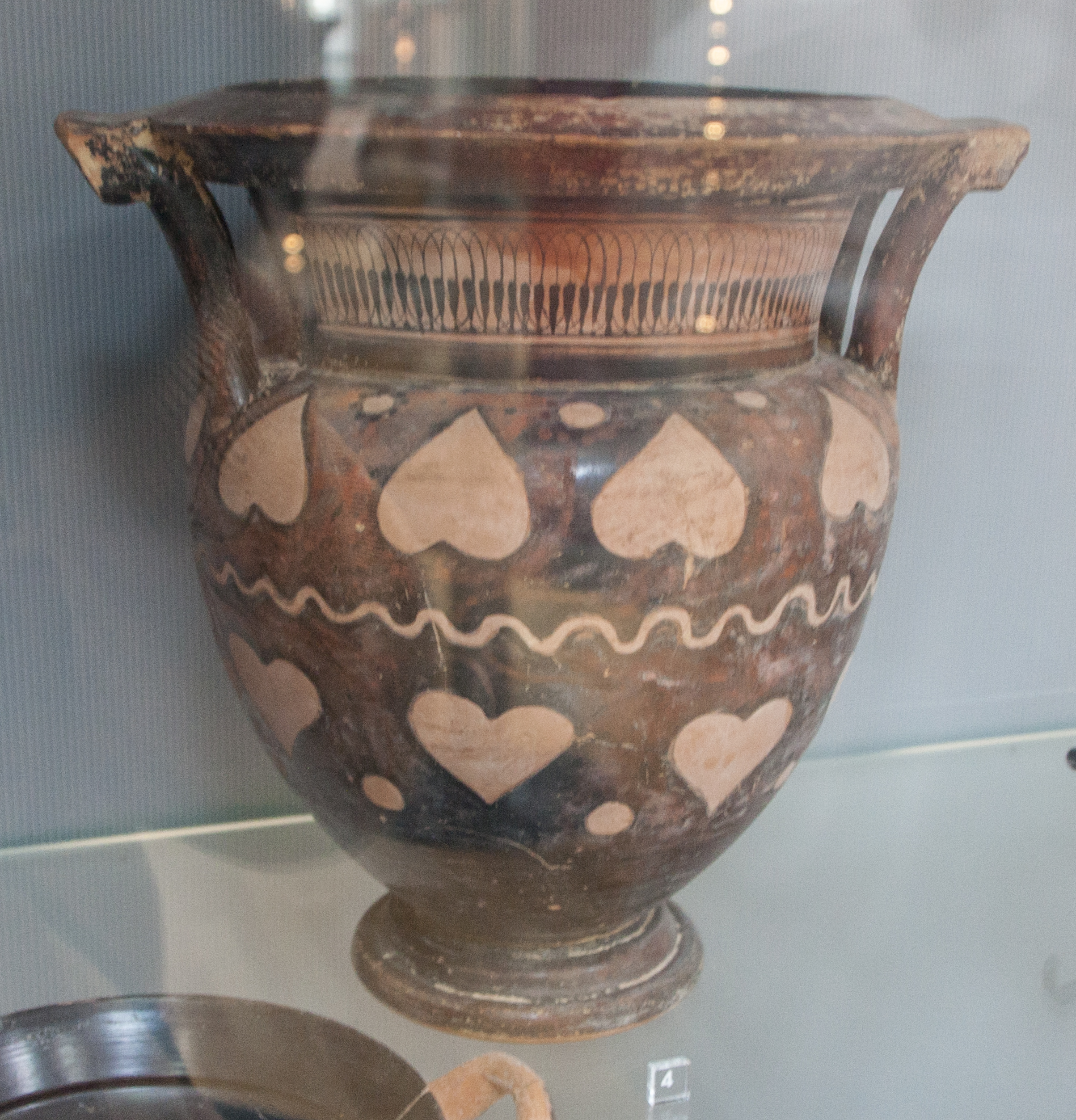
Cratere a colonnette
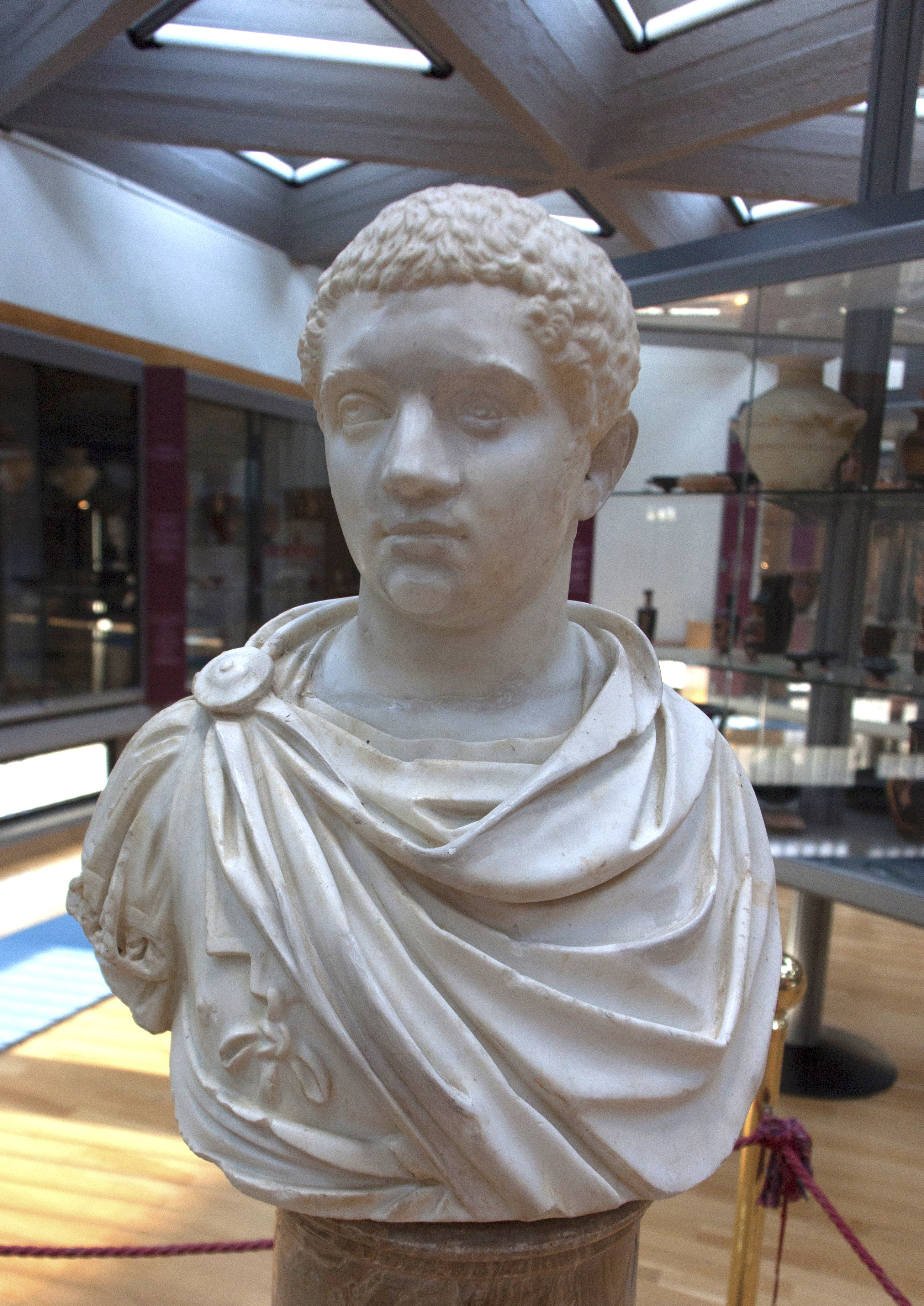
Busto dell'imperatore Geta (204-205 d.C.)
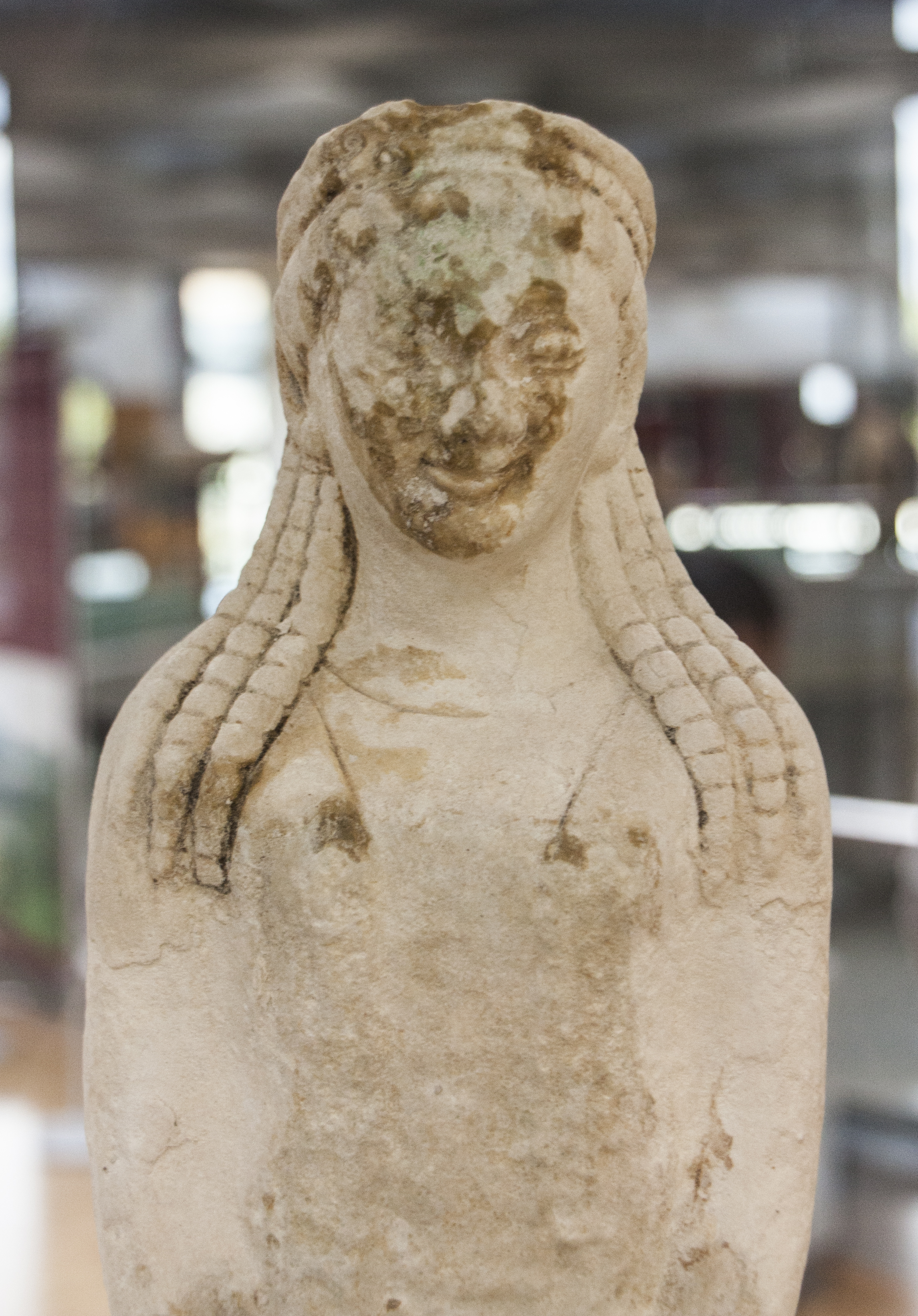
Statua di kore con ghirlanda
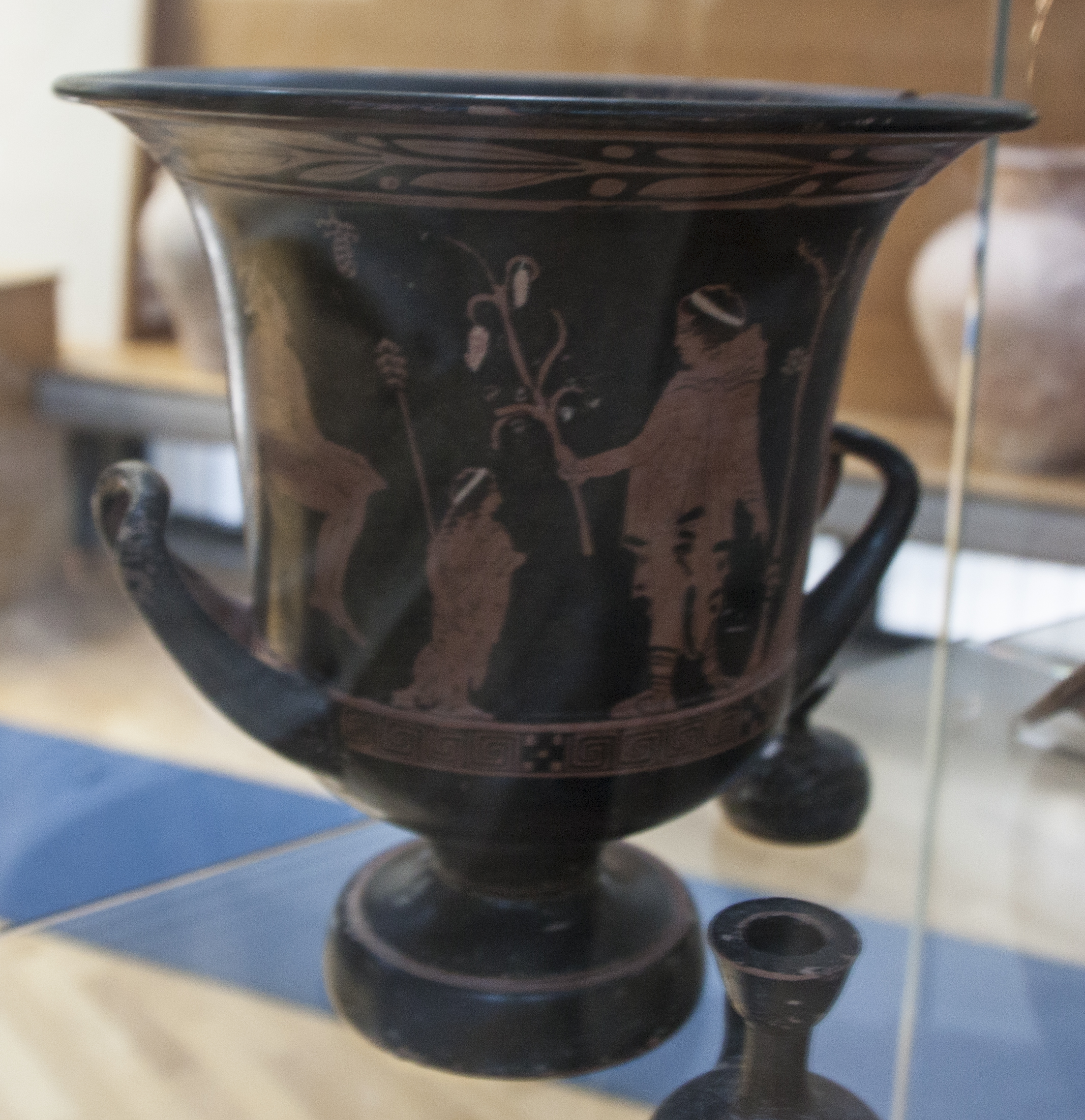
Cratere a calice attico a figure rosse